# Kraisoft Limited
Kraisoft Limited — новозеландская независимая компания разработчик и издатель  видео и онлайн игр. Компания основана в 1998 году Вадимом Хрулёвым (CEO). До 25 января 2021 компания была известна как Kraisoft Entertainment и Kraisoft Com Company Limited. С января 2021 года компания ведет свою деятельность в  Новой Зеландии под названием Kraisoft Limited.

## История компании
Компания начала свою деятельность в 1998 году, зарегистрировавшись под названием Kraisoft Entertainment в Пенсильвании (США). Команда разработки на тот момент находилась в Красноярске. После выпуска своего первого проекта Trash Killer (1999), который был “плацдармом” для отработки механик и пробы сил, компания занялась выпуском игр в жанре аркада. Первыми полноценными проектами стала серия игр . Название серии отсылает к прародителю игр этого типа — “Arkanoid”. В это время компания активно сотрудничала с американскими издателями, такими как eGames и Big Fish Games. Затем последовали проекты в жанре экшн. Первым из них стал Atomaders (2002). Затем в течение следующих двух лет были выпущены Astrobatics (2002) и Alien Sky (2004). Atomaders и Alien Sky оказались настолько успешными, что попали в первый список игр Xbox Live Arcade и вызвали интерес со стороны “пиратов”. Так, например, в апреле 2003 года Atomaders были незаконно выпущены в России под названием “Чужая галактика” издательством “Медиа-Сервис 2000”. На успех данных проектов обратили внимание и в США — компания Bugeye Technologies в США выпустила серию игровых автоматов для Alien Sky, которые устанавливались в зонах ожидания аэропортов.
В последующих проектах Kraisoft искала новый жанр для дальнейшего развития. В период с 2004 по 2006 выходили проекты следующих жанров: экшен (After the End, в русской локализации “Кровавый Рассвет”), головоломка (‘ABC Island’, ‘Asea’, ‘Asianata’, ‘Fluff 'em Up’, ‘Real Jigsaw Puzzle’), аркада (‘Boom Voyage’). Но данные проекты так и не стали хитами.
В период с 2006 по 2008 год вышло только два проекта: Atomaders 2 и Everyday Jigsaw, которые использовали уже имеющиеся наработки.
Затем, после затяжного периода затишья, компания Kraisoft сфокусировалась на разработке онлайн-головоломок. Первым и самым успешным из этих проектов стал The Jigsaw Puzzles (2010). Согласно данным Quantcast за 2017 год, сайт thejigsawpuzzles.com занимал шестое место по популярности среди пользователей пожилого возраста в мире и первое место в категории развлечений.
Далее были выпущены новые web проекты: The Mahjong (2017), The Sudoku (2018) и The Solitaire (2021). Параллельно с этим велась работа над мобильными приложениями. В 2012 году было выпущено мобильное приложение Everyday Jigsaw, а в 2020 году — приложение “Судоку”.
С 25 января 2021 года компания официально ведет свою деятельность в Новой Зеландии.

## Логотип Kraisoft
До текущего момента компания сменила несколько логотипов.
Первый логотип представлял собой название компании с ящерицей, изогнутой в форме латинской буквы “S”,расположенной  посередине названия. Этот логотип использовался в первых проектах компании, например, Trash Killer и в серии игр Warkanoid.
Далее логотип был переработан. Новый логотип включал композицию из названия компании, адреса сайта и головы с шестеренками, обрамленных обводкой. Название сайта находилось под рамкой. Этот логотип впервые использовали в Atomaders.
В Alien Sky логотип получил дальнейшее развитие. Была реализована анимация шестерней, добавлен фактурный фон, все элементы выполнены в 3D, а на название был добавлен световой акцент.
В последующих проектах использовался текущий логотип компании. Он представляет собой темный прямоугольник в белой рамке, поверх которого нанесены две части названия компании — “krai” и “soft”. Буква “A” выполнена в форме звезды, а на сочетании букв “AI” сделан красный акцент.

## Игры Kraisoft Limited

### Компьютерные игры
- Trash Killer (1999)
- Warkanoid (2000)
- 1st Go Warkanoid II (2000)
- 1st Go Warkanoid 3: Story-book (2001)
- Trash Killer 2 (2002)
- Atomaders (2002)
- Astrobatics (2003)
- Jigsaw Puzzle Lite (2003)
- Alien Sky (2004)
- After the End (2004)
- Ricochet (Asianata) (2005)
- Aquacade (2005)
- Real Jigsaw Puzzle (2005)
- ABC Island (2005)
- Asea (2005)
- Boom Voyage (2006)
- Fluff 'em Up (2006)
- Atomaders 2 (2008)
- Everyday Jigsaw (2008)

### Мобильные игры[27]
- Судоку
- Головоломка «Драгоценность»
- Everyday Jigsaw

### Браузерные игры[28]
- TheJigsawPuzzles (Пазлы)
- TheMahjong (Маджонг)
- TheSolitaire (Пасьянс)
- TheSudoku (Судоку)

## Другие проекты
- Shamdo